# Sinte Galeshka
Sinte Galeshka, o correctíssimament Sinte Gleśka (1823-1881) fou un cap d'ètnia sioux conegut entre els anglosaxons com a Spotted Tail («cua tacada»). Company de Cavall Boig, de jove es va distingir a les guerres amb els pawnee. El 1854 arrasà Salt Lake City i fou empresonat pels iankis. Des d'aleshores esdevingué un cap pacífic i participà en el Tractat de Fort Laramie del 1866. El 1870 participà en noves converses a Washington DC amb Red Cloud, però el 1873 atacà un campament pawnee i el 1876 ajudà Bou Assegut a Little Big Horn. Tot i així, signà l'acord de cessió de Paha Sapa i fou mort per Crow Dog.